# Свери
Свери (груз. სვერი) — село в Грузии, на территории Чиатурского муниципалитета края (мхаре) Имеретия.

## География
Село находится на западе центральной части Грузии, на расстоянии приблизительно 6 километров (по прямой) к югу от города Чиатура, административного центра муниципалитета. Абсолютная высота — 670 метров над уровнем моря.

## Население
По результатам официальной переписи населения 2014 года, в Свери проживало 750 человек (358 мужчин и 392 женщины). В национальной структуре населения грузины составляли 99,5 %, украинцы — 0,1 %.
| Год  | Население, человек |
| ---- | ------------------ |
| 2002 | 1286               |
| 2014 | ↘ 750              |